# Харрис, Бенджамин (издатель)
Бенджамин Харрис (англ. Benjamin Harris; издательская деятельность с 1673 по 1716 годы) — английский редактор, издатель и журналист. Опубликовал первую американскую многостраничную газету «Общественные события как иностранные, так и местные» и первый американский учебник — «Букварь Новой Англии».

## Биография
Родился ок. 1647 года в Лондоне, в семье цирюльника Уильяма Харриса. С 6 апреля 1663 года по 1 августа 1670 года был подмастерьем у книготорговца.
Первое известное издание Бенджамина Харриса (совместно с Робертом Клавеллом), опубликованное в 1673 году — текст баптистского священника Бенджамина Кича, чьи религиозные убеждения он разделял.
Издавал книги, брошюры и газеты с 1673 года. В Англии имел свою типографию. Большинство его публикаций были антикатолическими. В 1679 году его издательством был опубликован оппозиционный листок Чарльза Блаунта «Обращение из страны в город». В брошюре авторы выступали против того, чтобы английский престол наследовал Яков II, что было расценено как подстрекательство к мятежу. Харрис был приговорён к уплате штрафа, который не мог себе позволить. После выхода из тюрьмы продолжил свою антикатолическую кампанию. С 1679 по 1681 годы выпускал новостную брошюру «The Loyal protestant and true domestick intelligence, or, News both from city and countrey». В 1686 году переехал в Лондон, чтобы открыть кофейню, которая предоставляла как мужчинам, так и женщинам, доступ к иностранным газетам и книгам. Позднее бежал от репрессий со стороны английских властей в Америку. После иммиграции поселился в Бостоне. В 1688 году (по некоторым источникам в 1690 году) опубликовал первый учебник в Британской Америке — «Букварь Новой Англии». В период с 1690 по 1695 годы управлял своей кофейней и продолжал публиковать книги. В 1692 году получил официальное задание напечатать Акты и законы штата Массачусетс.
В 1695 году вернулся в Лондон, где продолжил выпускать новостные брошюры. В 1699 году опубликовал газету «Лондонская почта» («London Post»), которая выходила по 1706 год. Напечатанные альманахи, газеты и книги продавал в типографии и в своём магазине. Дата и место смерти Бенджамина Харриса неизвестны (в источниках указаны 1716 или 1720 годы). Он был женат и имел двух сыновей. Также поддерживал благотворительность — спонсировал приюты для бездомных и детские дома.

## «Общественные события как иностранные, так и местные»
Харрис был издателем и редактором первой многостраничной американской газеты «Общественные события как иностранные, так и местные» («Publick Occurrences Both Forreign and Domestick»), которую выпустили 25 сентября 1690 года в Бостоне. Газета состояла из четырёх страниц — первые три содержали напечатанный текст — новости и сплетни, четвёртая оставалась пустой. Её оставили для того, чтобы люди, которые покупали газету, могли записывать на последнюю страницу интересные новости и передавать своим знакомым. Первый выпуск содержал информацию про жестокое обращение к коренному населению Америки, критику колониальных властей и негативные высказывания о войне против Франции. В тот же день газета была закрыта решением губернатора Массачусетса. Основным поводом к закрытию послужило отсутствие официальной лицензии, что являлось серьёзным нарушением закона. Также представителей власти возмутили различные «сомнительные и ненадёжные сообщения», которые содержались в этой газете.